# Jesús M. Ríos
El Coronel Jesús M. Ríos fue un militar mexicano con idealismo villista que participó en la Revolución mexicana. Nació en Bachíniva, Chihuahua. Abrazó la causa antirreeleccionista y luego luchó con el maderismo, y más tarde con el constitucionalismo. En 1913 recibió la jefatura del grupo de "Dorados" del general Francisco Villa, hecho que causó descontento entre algunos miembros de ese cuerpo, por la falta de méritos que veían en Ríos. Alcanzó el grado de coronel a pesar de su enemistad con algunos miembros de los "Dorados", como Javier Hernández, Julio Cárdenas, José Prieto y Ramón Vargas. Ríos mantuvo dicha jefatura hasta el 2 de julio de 1916, cuando fue herido de la cabeza en los combates de Peñuelas Aguascalientes, la herida ameritó trepanación en el hospital de campaña y luego su envío a la retaguardia. A causa de ello, Ríos perdió la memoria y no quedó bien; luego acusará a Cipriano Vargas de haberle disparado a traición y se separará del villismo. 